# Ismaël Bennacer
Ismaël Bennacer (arabisk: إسماعيل بن ناصر; født 1. december 1997) er en fransk-algerisk professionel fodboldspiller, som spiller for Serie A-klubben Milan og Algeriets landshold.

## Klubkarriere

### Tidlige karriere
Bennacer begyndte sin karriere med sin lokalklub, AC Arles, som han debuterede for i 2015.
Han skiftede i juli 2015 til Arsenal. Han spillede sin første og eneste kamp for Arsenals førstehold den 27. oktober 2015 i en League Cup-kamp imod Sheffield Wednesday. Han blev i januar 2017 udlejet til Tours.
Bennacer skiftede i august 2017 til Empoli på en permanent aftale. Han var i sin debutsæson med til, at klubben vandt Serie B-titlen, og rykkede op i Serie A.

### Milan
Efter at Empoli havde rykket ned i 2019, skiftede Bennacer i august af samme år til Milan. Han var i 2021-22 sæsonen med til at vinde Serie A for første gang i 11 år.

## Landsholdskarriere

### Frankrig
Bennacer har repræsenteret Frankrig på flere ungdomsniveauer.

### Seniorlandshold
Bennacer besluttede i 2016 at skifte nationalitet fra Frankrig til Algeriet. Han debuterede for Algeriets landshold den 4. september 2016.
Bennacer har været del af Algeriets trup til flere internationale turneringer. I Africa Cup of Nations 2019, hvor at Algeriet vandt turneringen, blev Bennacer kåret som turneringens bedste spiller.

## Privat
Bennacer er født i Frankrig til en algerisk far og en marokkansk mor.

## Titler
Empoli
- Serie B: 1 (2017–18)

AC Milan
- Serie A: 1 (2021-22)

Algeriet
- Africa Cup of Nations: 1 (2019)

Individuelle
- Africa Cup of Nations Turneringens spiller: 1 (2019)
- CAF Africa Cup of Nations Turneringens hold: 1 (2019)